# Kees Buurman (kunstenaar en dichter)

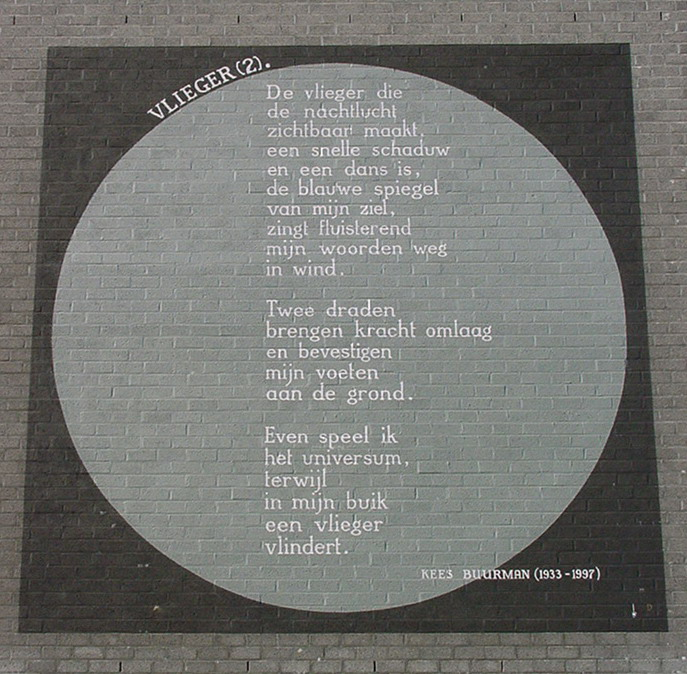
Muurgedicht Kees Buurman - Vlieger (2)

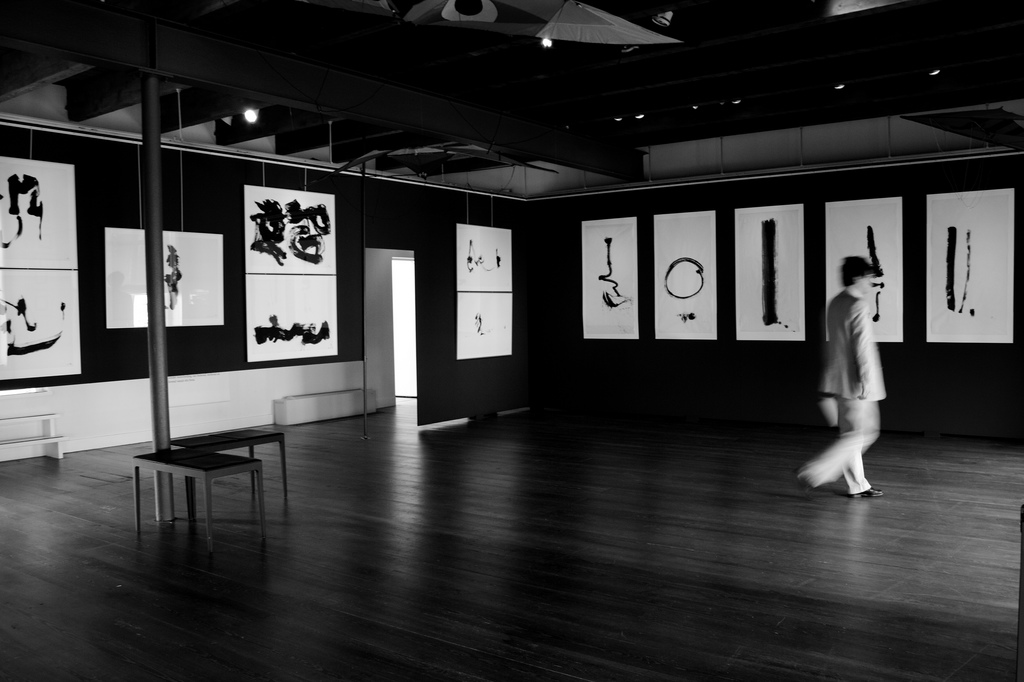
Buurman vond in de Japanse cultuur elementen terug waarmee hij zich al jarenlang had beziggehouden: de leegte, de essentie van zwart en wit, het immateriële, de verbondenheid van kunst en religie.

Cornelis Jan (Kees) Buurman (Leiden, 4 december 1933 – aldaar, 28 augustus 1997) was een Nederlands beeldend kunstenaar en dichter.

## Carrière
Kees Buurman werd in 1933 geboren in Leiden waar zijn vader een drukkerij had. Als beoogd opvolger volgde hij daarom de opleiding tot directeur/bedrijfsleider in het grafische bedrijf en bekwaamde zich in alle grafische technieken, organisatie en kunstgeschiedenis aan de Grafische School in Amsterdam (1951-1954). Later volgde hij nog het derde leerjaar aan de Koninklijke Academie van Beeldende Kunsten in Den Haag (1958-1959), terwijl hij zich als beeldend kunstenaar vestigde in Leiden. Zijn werk ontwikkelde zich van figuratief in het begin, geleidelijk via een meer expressionistische vorm naar geometrisch abstract in zwart en wit. In de Japanse cultuur vond hij elementen terug waarmee hij zich al jarenlang had beziggehouden: de leegte, de essentie van zwart en wit, het immateriële, de verbondenheid van kunst en religie.
Hij combineerde zijn werk als vrij beeldend kunstenaar met dat als docent beeldende kunst - en vanaf 1970 ook als coördinator van alle creatieve cursussen - aan de Leidse Volksuniversiteit (1961-1978), aan de Academie voor Beeldende Kunsten in Rotterdam (omstr. 1965), aan de Academie Minerva in Groningen (1980-1981) en bij de Christelijke Hogeschool van de Kunsten Constantijn Huygens in Kampen (1979-1986).
Hij was woonachtig in Leiden waar hij lid was van het Leids Schilder- en Tekengenootschap Ars Aemula Naturae. Ook was hij aangesloten bij de Vereniging van beeldende kunstenaars 'Buut 110' en de Beroepsvereniging van Beeldende Kunstenaars (BBK).

## Exposities (selectie)
BuurmanLeiden-Adam.jpg
BuurmanLeiden-Adam.jpg

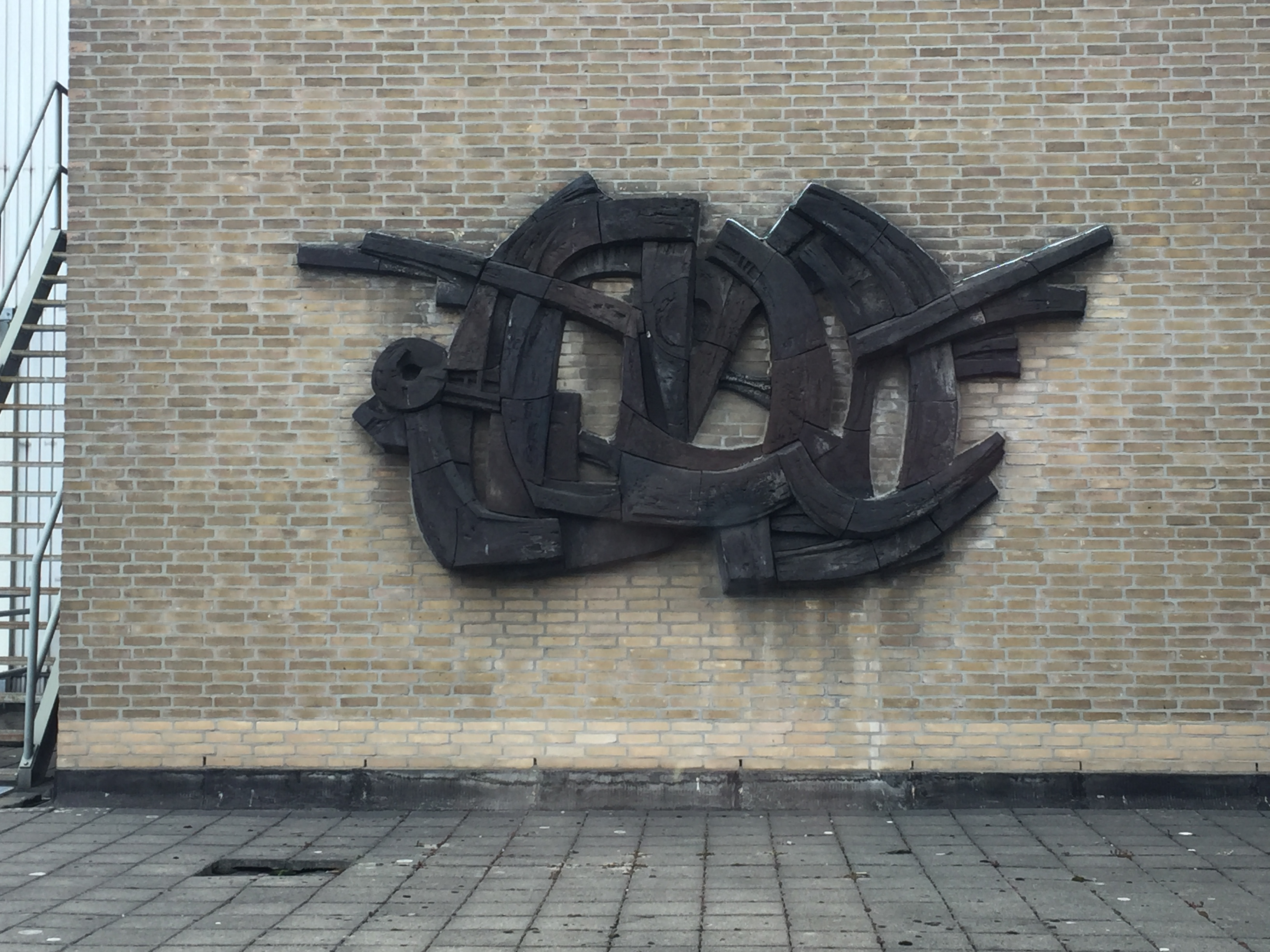
Eva (Leiden)

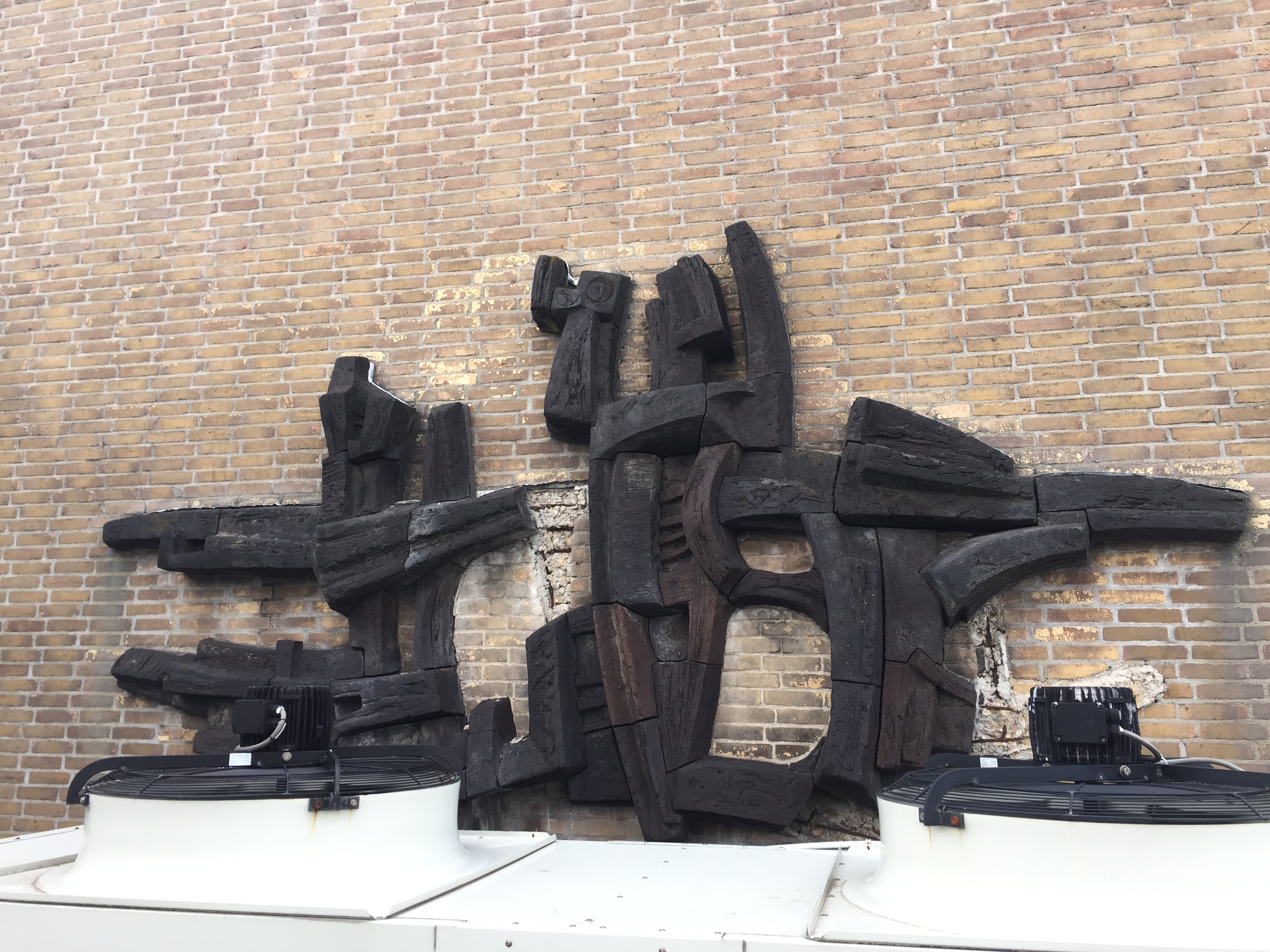
Adam (Leiden)

- Boerhaavezaal Leiden - 1959 (duo-expositie)
- 9 Leidse tekenaars - Stedelijk Museum De Lakenhal Leiden - 1960 (groepsexpositie)
- Kunstkring Prinsetûn Leeuwarden - 1965 (solo)
- Galerie Walenkamp Leiden - 1966 (solo)
- Hedendaagse Nederlandse Grafiek - Interuniversitaire Kunsthistorische Studenten Organisatie in Nederland - 1967 (groepsexpositie)
- 50 x 50 groepsmanifestatie - Stedelijk Museum Amsterdam - 1970 (groepsexpositie)
- Galerie Collection d'Art Amsterdam - 1970 (groepsexpositie)
- Atelier 8, soft and hard - Stedelijk Museum Amsterdam - 1971 (groepsexpositie)
- Cees Buurman, Carel Visser, J.C.J. van der Heijden - Stedelijk Van Abbemuseum Eindhoven - 1971 (trio-expositie)
- Galerie Collection d'Art Amsterdam - 1971 (groepsexpositie)
- Galerie Collection d'Art Amsterdam - 1972 (groepsexpositie)
- Galerie Collection d'Art Amsterdam - 1975 (groepsexpositie)
- Galerie Collection d'Art Amsterdam - 1978 (groepsexpositie)
- Galerie Collection d'Art Amsterdam - 1980 (groepsexpositie)
- Stedelijk Museum De Lakenhal Leiden - 1980 (groepsexpositie)
- 32 galeries in de Nieuwe Kerk - 1983 (groepsexpositie)
- De onmiddellijke confrontatie met Nederlandse kunst 1959-1999 uit de Altena Boswinkel collectie - Stedelijk Museum Schiedam - 1999
- De essentie van zwart en wit (The Essence of B&W) in het Sieboldhuis te Leiden (2009)

## Prijzen
- Mostra Internazionale della Grafica (1970)
- Goud Grafiek Biennale Florence (1971)

## Muurgedicht
In het kader van het project "Gedichten op muren" is in 2000 in Leiden het gedicht Vlieger (2) van Kees Buurman op de zijmuur van Broekplein 2, Leiden aangebracht.
- Biografisch Portaal: 30384038
- Gemeinsame Normdatei: 123130751
- International Standard Name Identifier: 0000 0000 1274 3734
- RKD-Nederlands Instituut voor Kunstgeschiedenis: 14532
- Virtual International Authority File: 69827807
- WorldCat: E39PBJyMfprKDQjBvdYVmgQTHC